# Димитър Златанов
 Тази статия е за волейболиста.  За политика вижте Димитър Попзлатанов.  
Димитър Иванов Златанов  е български волейболист, отборен вицешампион по волейбол на Олимпиадата в Москва през 1980 г, единственият българин във волейболната Зала на славата в Холиоук, Масачузетс (САЩ), нападател №1 в света за 1970 г. Женен за Мария Василева, има син Христо Златанов който има мачове за националния отбор на Италия.

## Биография

### Състезателна кариера
От 1969 г. играе за ЦСКА с който девет години е първенец на България, веднъж е шампион на Европа, два пъти е финалист в турнира, един път е трети. В актива му са победи над московските ЦСКА и „Динамо“, над „Динамо“ (Берлин  ГДР), чешкия „Дукла“ (Чехословакия е световен шампион през 1966 г.), испанския „Реал“, френския „Расинг“ (Париж), японския шампион „Ямира“ (Токио)

### Треньорска кариера
След оттеглянето си от състезателна дейност през 1983 г. става помощник-треньор на Васил Симов в ЦСКА. През 1985 г. е назначен за старши треньор на ЦСКА с които печели 3 титли. През 1988 г. се уволнява и заминава да работи в Италия.

## Титли и награди
- Европейски клубен шампион с българския ЦСКА – 1969 г.
- Купата на носителите на евро купи, с българския ЦСКА – 1976 г.
- 9 пъти с отбора на ЦСКА Септемврийско знаме носител на шампионската титла в България – 1968 до 1978 години.
- Печели сребърен медал от Световното първенство в София през 1970 година.
- Печели сребърен медал от Олимпиада 80 в Москва през 1980 година.

## Обществена дейност
През 1999 г. за кратко става президент на БФВЛ.